# Biebesheim am Rhein
Biebesheim am Rhein è un comune tedesco di 6 675 abitanti,, situato nel land dell'Assia.

## Amministrazione

### Gemellaggi
Biebesheim è gemellata con:
- Romilly-sur-Andelle, dal 1971
- Palo del Colle, dal 1986